# JeanMarianne Bremers
JeanMarianne Bremers was een Nederlands kunstenaarsechtpaar.

## Kunstenaars
Jean Bremers (1935) en Marianne Bremers-Deiman (1943-2020) werden opgeleid aan diverse kunstacademies en volgden samen een studie kunstgeschiedenis aan de Katholieke Universiteit van Nijmegen.
Sinds 1980 maakten zij gezamenlijk figuratieve, bronzen plastieken, vooral mens- en dierfiguren, waarbij de suggestie van beweging vaak een rol speelt. Het echtpaar woonde en werkte in Helvoirt en signeerde als JeanMarianne Bremers en/of met het samengesteld monogram JMB.

## Werken in de openbare ruimte (selectie)
- Rolschaatsende kinderen (1985), Wassenaar
- Sprong (1987), Berlicum
- Onderdak (1987), Rosmalen
- Dansend meisje (1988), Landgoed Clingendael, Wassenaar
- Standbeeld prins Bernhard (1988), aanvankelijk in Den Haag, later verplaatst naar Breda
- Visite (1989), Tilburg
- Vrouw met kinderen (1991), Rucphen
- Dieske (1991-1992), 's-Hertogenbosch
- Stappend trekpaard (1993), Hengelo (Gelderland)
- Watersnoodmonument (1993), Stellendam
- Pastoor Theodorus Thuis (1995), Keijenborg
- Jan Somers (1997), 's-Hertogenbosch
- Uitmijnende man (1998), Ouddorp
- Plaquette Jeroen Bosch (1998), 's-Hertogenbosch
- Slag van Lekkerbeetje (2000), Vught
- Standbeelden Coen Dillen en Willy van der Kuijlen (2004), Stadionplein, Eindhoven
- Stier / Blonde d' Aquitaine (2006), Bokhoven
- Buste Eduard van de Griendt (2010), Griendtsveen
- Vaartbeelden (2013), Boxmeer[3]

## Fotogalerij

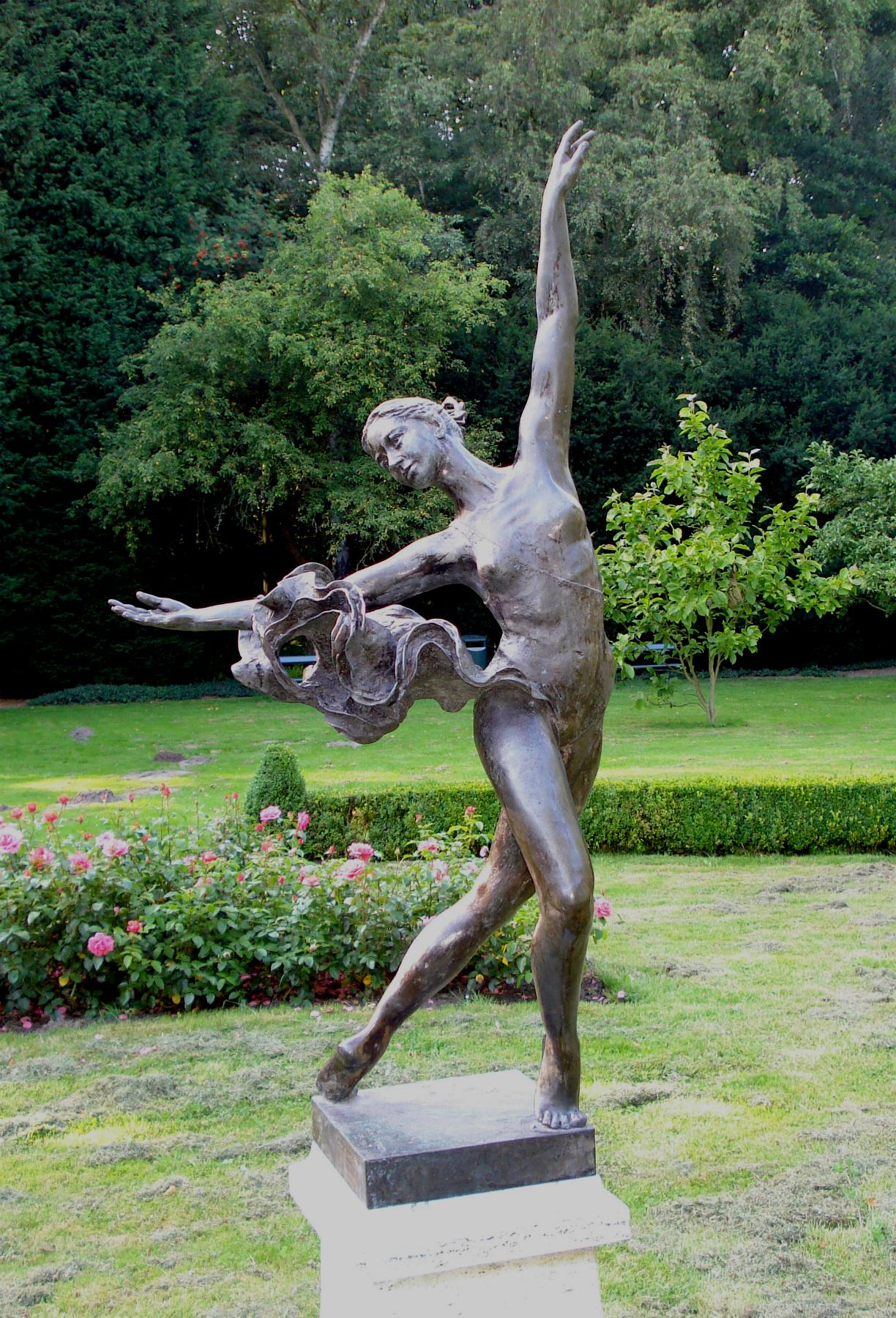
Dansend meisje
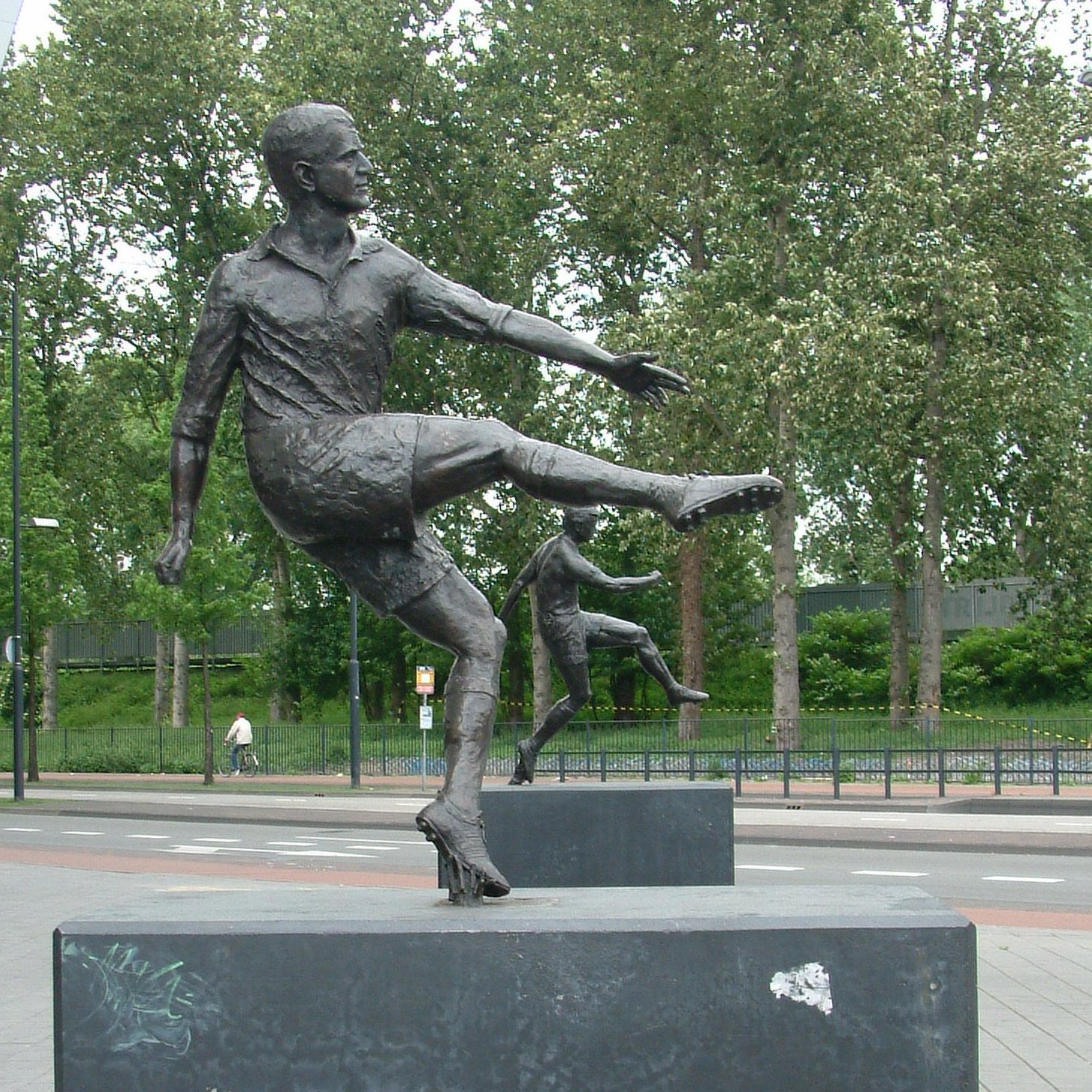
Coen Dillen
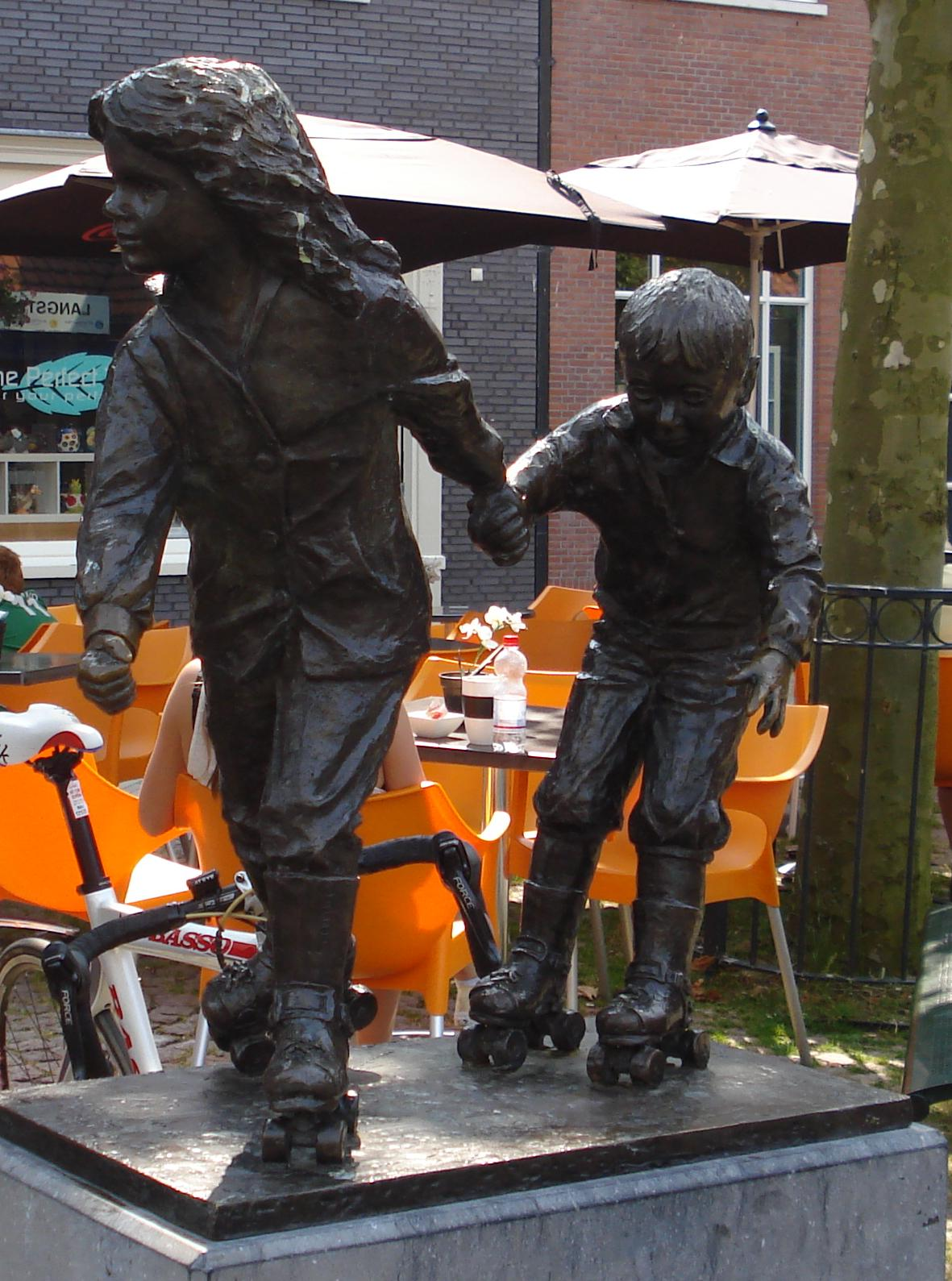
Rolschaatsende kinderen
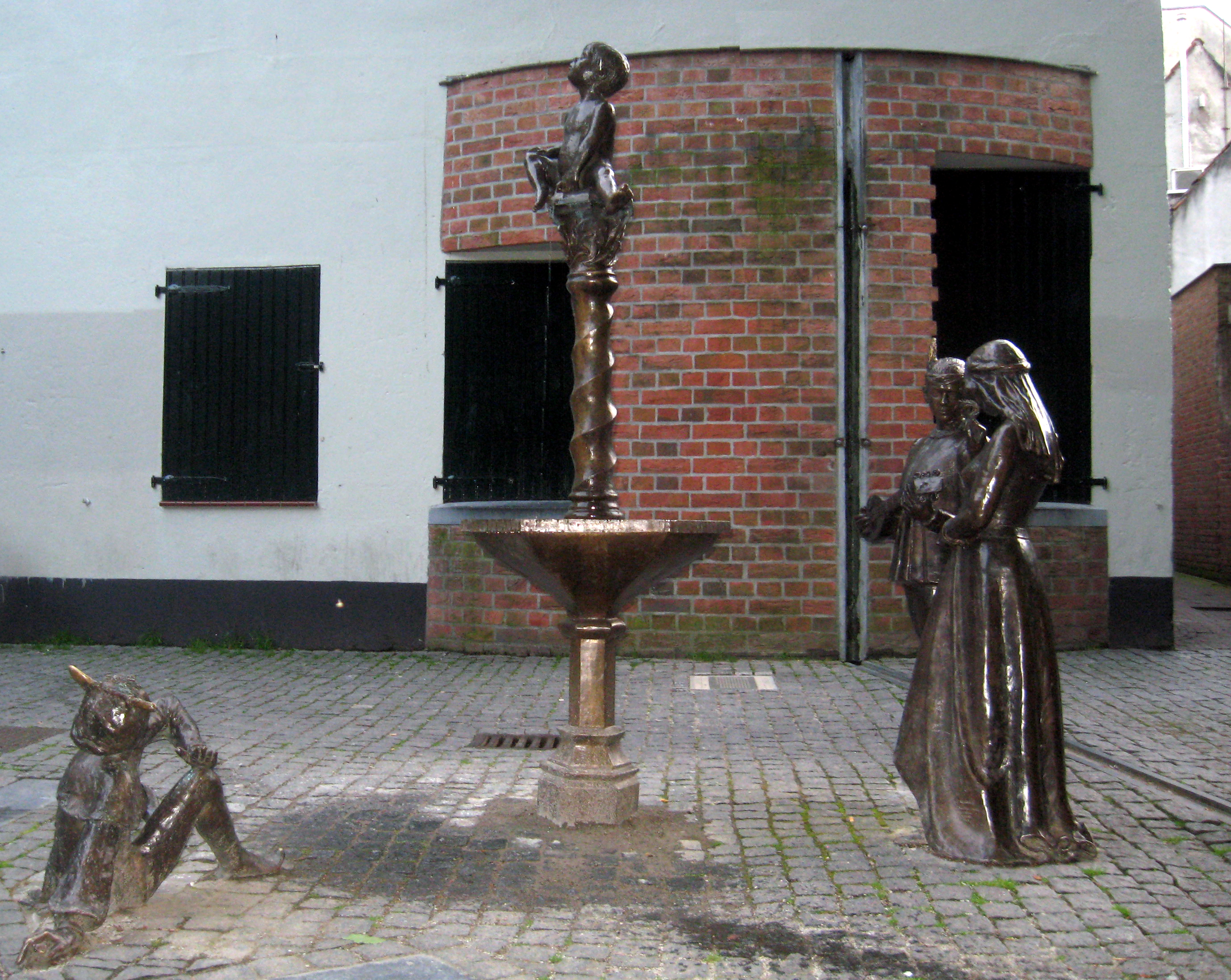
Dieske
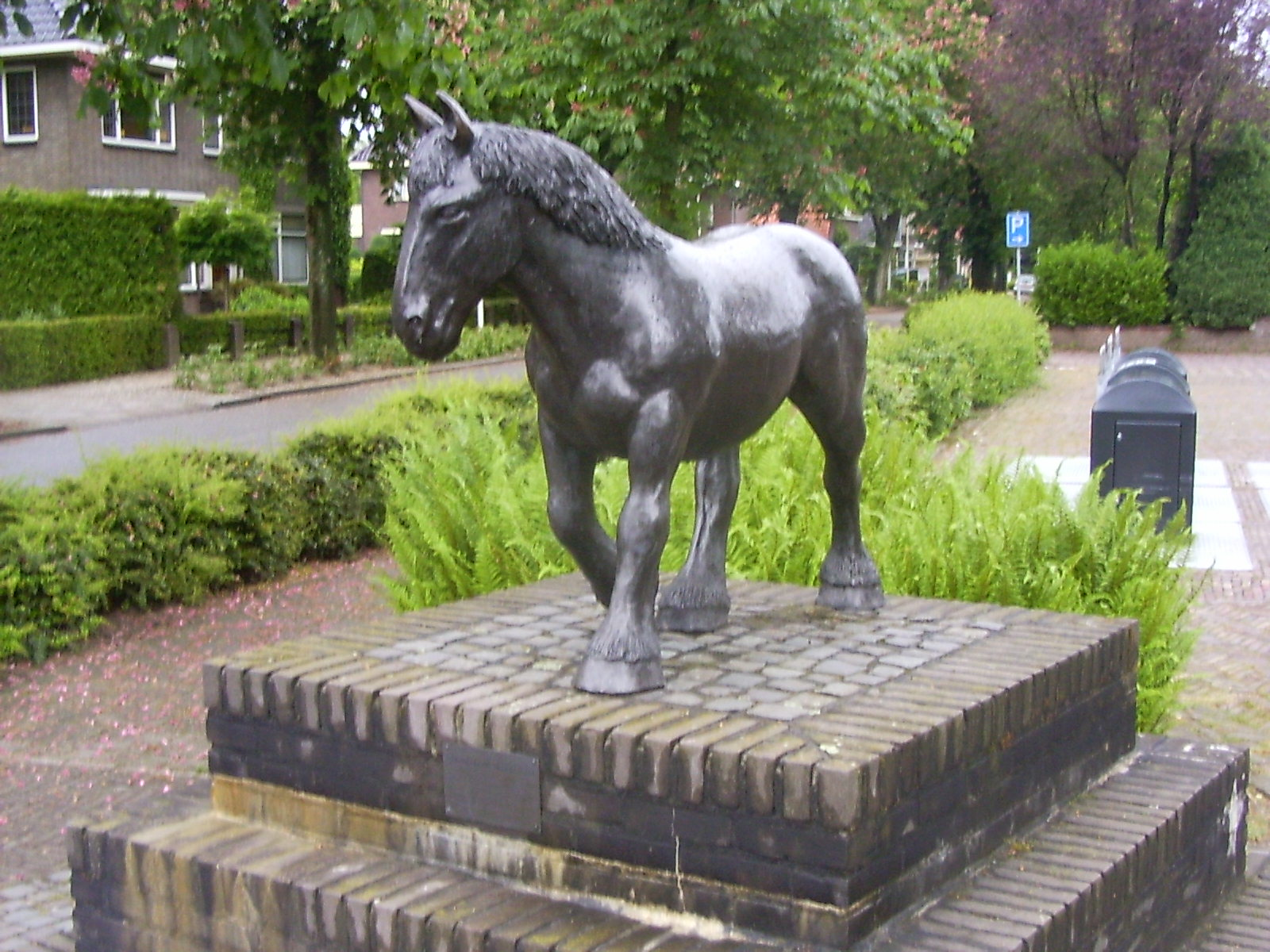
Stappend trekpaard